# El Dorado (film 1921)
El Dorado è un film del 1921 diretto da Marcel L'Herbier.

## Trama
Sibilla, una ballerina di un locale di Siviglia, chiede al ricco uomo che l'aveva sedotta e abbandonata da giovane di aiutarla a pagare le cure del figlio malato, con cui l'aveva lasciata. Quando lui si rifiuta, Sibilla si vendica provocando uno scandalo che coinvolge lui e la sua famiglia. Alla fine, ottenuta la sua vendetta e senza speranze, la protagonista si toglie la vita.